# 산호르헤섬
산호르헤섬(San Jorge Island)은 솔로몬 제도 이사벨주에서 두 번째로 큰 섬으로, 산타이사벨섬 남단에 위치한다. 면적은 184km2, 인구는 1,000명이며 섬 안에는 4개 마을이 존재한다.